# Томислав Ерцег
Томислав Ерцег (на хърватски: omislav Erceg) е хърватски футболист.

## Национален отбор
Записал е и 4 мача за националния отбор на Хърватия.
| Хърватия | Хърватия | Хърватия |
| Година   | Мачове   | Голове   |
| -------- | -------- | -------- |
| 1997     | 4        | 1        |
| Общо     | 4        | 1        |